# 네스호의 괴물
네스 호의 괴물 또는 네시(Nessie, 스코틀랜드 게일어: Niseag)는 스코틀랜드 네스호에 산다는 정체 불명의 동물이다. 멸종한 수장룡이라는 주장이 가장 널리 알려져 있지만, 과학적인 증거는 희박하다. 한편, 2003년에 영국의 방송 BBC 탐사팀이 600차례에 걸쳐 음파 탐지 실험을 하고 위성 추적 장치를 이용해 네스호를 수색하였으나, 네시의 존재는 탐지되지 않았다고 밝혔다. 비슷한 괴물로 오카나칸 호수의 오고포고가 있다.